# Diluo
Diluo (kinesiska: 地洛乡, 地洛) är en socken i Kina. Den ligger i provinsen Sichuan, i den sydvästra delen av landet, omkring 340 kilometer söder om provinshuvudstaden Chengdu. Antalet invånare är 10 659. Befolkningen består av 5 066 kvinnor och 5 593 män. Barn under 15 år utgör 39 %, vuxna 15-64 år 55 %, och äldre över 65 år 4,0 %.
Genomsnittlig årsnederbörd är 1 080 millimeter. Den regnigaste månaden är juli, med i genomsnitt 250 mm nederbörd, och den torraste är december, med 5 mm nederbörd.